# Miklós Hegedűs
Miklós Hegedűs (ur. 2 grudnia 1946 w Rábasömjén) – węgierski zapaśnik walczący w stylu klasycznym. Olimpijczyk z Monachium 1972, gdzie zajął piętnaste miejsce w kategorii 74 kg.
Piąty na mistrzostwach świata w 1974 i na mistrzostwach Europy w 1974 roku.
Jest bratem Csaby Hegedűsa, zapaśnika i złotego medalisty z tych samych igrzysk.
- Turniej w Monachium 1972

Zremisował z Wernerem Schröterem z RFN, a przegrał z Jiichiro Date z Japonii.